# Посада Яслиська
Посада Яслиська (пол. Posada Jaśliska) — лемківське село в Польщі, у гміні Яслиська Кросненського повіту Підкарпатського воєводства.
Населення — 828 осіб (2011).

## Історія
Перша згадка про село датована 1589 роком, щоправда тоді воно звалося Передмістям Яслиськ (пол. Przedmieście Jaśliskie). У селі мешкали як поляки, так і лемки. Станом на 1898 рік у Посаді Яслиській, яка займала 10,64 км², проживало 954 особи (158 хат).
До 1945 року в селі було змішане населення: з 1020 жителів села — 210 українців, 760 поляків і 50 євреїв.
Внаслідок акції з виселення українців, а згодом і насильницької операції «Вісла» після Другої світової війни лемки у селі зникли.
У 1975—1998 роках село належало до Кросненського воєводства.

## Демографія
Демографічна структура станом на 31 березня 2011 року:
|          | Загалом | Допрацездатний вік | Працездатний вік | Постпрацездатний вік |
| -------- | ------- | ------------------ | ---------------- | -------------------- |
| Чоловіки | 391     | 94                 | 248              | 49                   |
| Жінки    | 437     | 105                | 219              | 113                  |
| Разом    | 828     | 199                | 467              | 162                  |